# David Beckham
- Pentru alți oameni al căror nume de familie este Beckham, vezi Beckham (nume de familie).

Sir David Robert Joseph Beckham (pronunție în engleză [bɛkəm]; n. 2 mai 1975, Greater London, Anglia, Regatul Unit) este un fost fotbalist profesionist englez, în prezent retras din activitate. Beckham apare în Topul 100 FIFA al celor mai mari fotbaliști în viață în viziunea marelui Pelé. A fost numit și în topul “Time 100” pe anul 2004, al revistei „Time”, top care cuprinde cele mai influente 100 de personalități din toată lumea. Este de asemenea o marcă publicitară globală.
Beckham este jucătorul de câmp care a îmbrăcat de cele mai multe ori tricoul naționalei engleze (doar portarul Peter Shilton îl întrece), a terminat pe locul doi cursa pentru trofeul Balonul de Aur în 1999, este singurul englez care a înscris la trei Cupe Mondiale diferite și cel de-al nouălea jucător din istoria Cupei Mondiale care a înscris de două ori din lovituri libere directe. A fost căpitanul naționalei Angliei din 15 noiembrie 2000 până în 2 iulie 2006.
Cariera lui Beckham a început când a semnat un contract de jucător profesionist de fotbal cu Manchester United FC, prima lui apariție în prima echipă a clubului având loc în 1992, când avea 17 ani. În timpul cât a jucat la Manchester United a avut un rol foarte important în dominația pe care această echipă a impus-o în prima ligă engleză în anii 90 și începutul anilor 2000, fiind esențial în câștigarea triplei (campionat, cupa Angliei, Liga Campionilor) în 1999. A părăsit clubul și a devenit al treilea jucător englez care a încheiat un contract cu Real Madrid în 2003, după Laurie Cunningham și Steve McManaman.
În ianuarie 2007 s-a anunțat că Beckham va pleca de la Real Madrid pentru a semna un contract pe cinci ani cu clubul Los Angeles Galaxy. Contractul a intrat în vigoare în data de 1 iulie 2007, iar Beckham a devenit cel mai bine plătit jucător din istoria Major League Soccer, câștigând câte 6 milioane și jumătate de dolari în 2007, 2008 și 2009. A debutat la Galaxy pe 21 iulie 2007 într-un meci împotriva lui Chelsea Londra, iar pe 15 august, a debutat ca titular, înscriind și primul său gol pentru gruparea americană, în semifinalele SuperLigii. Primul său meci în campionat a avut loc în data de 18 august în fața unei audiențe record pe Giants Stadium. S-a retras din fotbal de la formația Paris Saint-Germain.
Este căsătorit cu fosta componentă a formației Spice Girls, Victoria Beckham, împreună au patru copii și în prezent locuiesc în Beverly Hills, California.

## Copilăria și începutul carierei
David Beckham s-a născut în Leytonstone, în partea de est a Londrei, este fiul lui Ted Beckham și al Sandrei West. 
Părinții lui au fost suporteri împătimiți ai lui FC Manchester United și mergeau deseori la stadionul Old Trafford pentru a urmări meciurile de acasă ale echipei. David a moștenit dragostea părinților pentru Manchester United iar marea lui pasiune a fost fotbalul. A urmat cursurile uneia din școlile de fotbal ale lui Bobby Charlton din Manchester, și i s-a dat șansa de a participa la un antrenament al lui FC Barcelona. Copil fiind, a jucat pentru o echipă locală „The Ridgeway Rovers”, antrenată de tatăl său, Stuart Underwood și Steve Kirby.
A fost mascota lui Manchester United la un meci împotriva lui West Ham United în 1986. Tânărul Beckham a participat la un trial pentru clubul local, Leyton Orient și a urmat cursurile școlii de excelență a clubului Tottenham Hotspur. S-a înscris la școala lui Manchester United când a împlinit 13 ani și a semnat un contract cu juniorii clubului în 1991.
A făcut parte dintr-un grup de tineri jucători extrem de talentați care a câștigat echivalentul Cupei Angliei pentru juniori în mai 1992, Beckham înscriind un gol în manșa a doua a finalei împotriva lui Crystal Palace. În același an a debutat și în prima echipă, într-un meci împotriva lui Brighton & Hove Albion din Cupa Ligii Angliei, în care a început ca rezervă și a înscris un gol. La puțin timp a semnat primul lui contract de jucător profesionist. În următorul an United a ajuns din nou în finala Cupei Angliei la juniori, Beckham a jucat în acel meci pierdut în fața lui Leeds United, dar a câștigat o nouă medalie în 1994, când echipa de rezerve a clubului a câștigat campionatul rezervelor.
A fost împrumutat la Preston North End timp de o lună în sezonul 1994-1995 pentru a căpăta experiență și a jucat în prima echipă a lui Manchester United pentru prima oară în Premier League, în data de 2 aprilie 1995, într-o remiză nulă cu Leeds United.

## Manchester United

### Drumul spre titularizare
Managerul lui Manchester United, Alex Ferguson, a avut mare încredere în jucătorii tineri ai clubului. Când trei din jucătorii pe care conta pentru prima echipă au părăsit clubul la sfârșitul sezonului 1994-1995, decizia de a-i înlocui cu jucători tineri în loc să transfere alți jucători i-a atras foarte multe critici. Criticile s-au întețit când United a început sezonul cu o înfrângere (3-1) cu Aston Villa FC, în care Beckham a înscris singurul gol al lui United. Manchester United a câștigat următoarele cinci meciuri, iar tinerii jucători au avut evoluții bune. Beckham a devenit un obișnuit al primei echipe și a pus umărul la câștigarea titlului și a Cupei Angliei în acel sezon, înscriind golul cu care United a câștigat semifinala cu Chelsea. Tot el a executat și cornerul din care Eric Cantona a înscris în finală. Cu toate acestea, Beckham nu a reușit să debuteze în naționala Angliei înainte de Euro 96.
În august 1996, numele lui Beckham era pe buzele tuturor după ce a înscris un gol senzațional într-un meci împotriva lui Wimbledon. Când United conducea deja cu 2-0, Beckham a observat că portarul lui Wimbledon, Neil Sullivan, era ieșit mult din poartă și a tras de la jumătatea terenului, reușind să înscrie. A început să fie menționat în presă din ce în ce mai des și a debutat în naționala Angliei la 1 septembrie 1996, într-un meci împotriva Moldovei, din preliminariile Cupei Mondiale. A devenit titular la Manchester United în acel sezon, ajutând la păstrarea titlului și a fost votat „Cel mai bun tânăr jucător al anului” de către „Asociația Fotbaliștilor Profesioniști” din Anglia.
United a început bine sezonul 1997-1998, dar rezultatele au scăzut când mai mulți jucători s-au accidentat. Au terminat sezonul pe locul doi, în spatele lui Arsenal Londra.

### Campionatul Mondial 1998
Beckham a jucat în toate meciurile din preliminarii și a fost selecționat în echipa națională a Angliei pentru Campionatul Mondial din 1998, din Franța. Dar selecționerul de atunci, Glenn Hoddle l-a acuzat public că nu se concentrează destul și nu l-a titularizat în primele două meciuri. A făcut-o însă în cel de-al treilea, împotriva Columbiei, iar David a înscris dintr-o lovitură liberă în victoria cu 2-0.
În optimile de finală a primit un cartonaș roșu pentru comportament violent în meciul împotriva Argentinei. După ce a fost faultat de Diego Simeone, Beckham l-a lovit pe acesta cu piciorul. Simeone a recunoscut mai târziu că a provocat eliminarea lui Beckham reacționând exagerat la lovitura acestuia și apoi cerându-i arbitrului, împreună cu coechipierii săi,  să-i arate cartonașul roșu englezului. Meciul s-a terminat la egalitate, iar Anglia a fost eliminată la loviturile de departajare. Mulți suporteri și jurnaliști l-au învinovățit atunci pe Beckham pentru eliminarea Angliei, a devenit ținta unor critici extrem de dure, a suferit abuzuri precum spânzurarea unui manechin care-l reprezenta la ușa unui pub londonez, iar ziarul „Daily Mirror” a publicat o tablă de darts care avea fotografia lui în centru.

### Sezonul 1999-2000

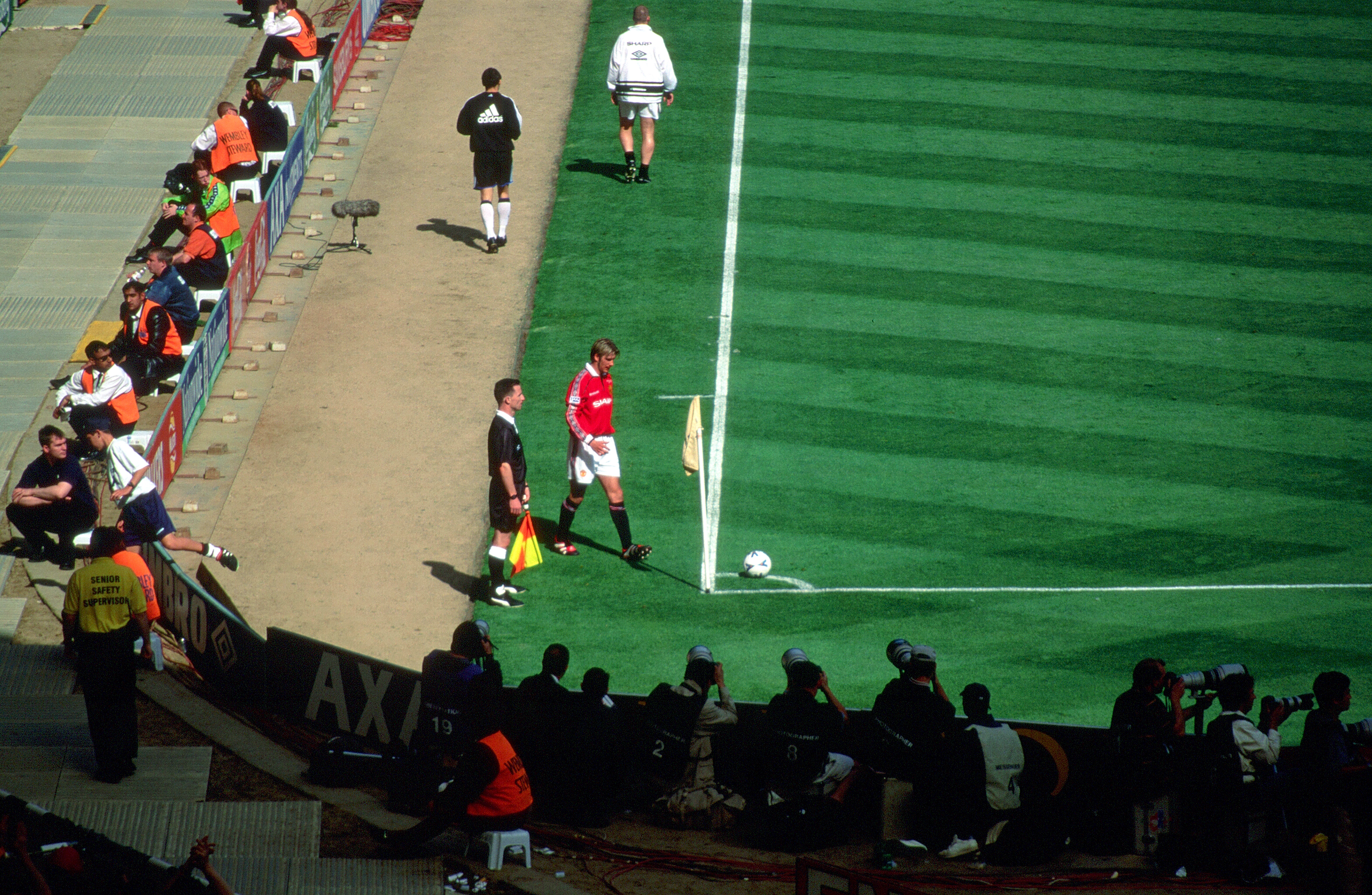
Beckham executând un corner în 1999

În ciuda realizărilor lui David Beckham din sezonul 1998-1999, era încă nepopular printre fanii cluburilor rivale și o mare parte a jurnaliștilor îi era încă împotrivă. S-a sugerat în presă că soția sa are o influență proastă asupra lui și că ar fi spre binele lui United să-l vândă, dar managerul Alex Ferguson l-a sprijinit și a rămas la club.
Relația dintre Ferguson și Beckham a început să se deterioreze, se presupune că din cauza faimei fotbalistului și a angajamentelor care nu aveau nicio legătură cu fotbalul. În 2000, Beckham a lipsit de la un antrenament pentru a avea grijă de fiul său, Brooklyn, care suferea de gastroenterită, dar Ferguson s-a înfuriat cand Victoria Beckham a fost fotografiată la o prezentare de modă în aceeași seară. Managerul a susținut că David s-ar fi putut antrena dacă Victoria s-ar fi ocupat de Brooklyn în ziua aceea. L-a amendat cu suma maximă permisă (salariul pe două săptămâni – 50 000 lire sterline pe vremea aceea) și l-a lăsat în afara lotului pentru meciul crucial cu rivalii de la Leeds United. Mai târziu l-a criticat pe Beckham pentru acest incident în autobiografia sa, spunând că “n-a fost corect față de coechipierii săi”. David a avut un sezon bun la Manchester United, care a câștigat campionatul la o diferență mare de puncte față de urmăritoarele sale.

### Apropierea de suporterii englezi
Punctul culminant al abuzului suporterilor englezi a fost atins la meciul pierdut de Anglia cu 3-2 în fața Portugaliei la Euro 2000, când un grup de fani l-a provocat pe tot parcursul partidei. Beckham a răspuns cu un gest obscen, care deși i-a atras iarăși destule critici, majoritatea ziarelor care până atunci l-au pus la zid, le-au cerut suporterilor să înceteze cu abuzurile.
La 15 noiembrie 2000, după demisia lui Kevin Keegan din funcția de selecționer al naționalei Angliei, Beckham a fost numit căpitan de către selecționerul interimar, Peter Taylor și a fost menținut în acest rol și după venirea lui Sven Goran Eriksson la cârma echipei. A ajutat Anglia să se califice la Campionatul Mondial de Fotbal 2002, pasul final în transformarea lui Beckham din personaj negativ în erou având loc în meciul terminat la egalitate cu Grecia (2-2), la 6 octombrie 2001. Anglia avea nevoie de cel puțin un egal în acea partidă pentru a se califica direct la Cupa Mondială, dar cu puțin timp înainte de fluierul final era condusă cu 2-1. Echipa juca mai degrabă slab, dar evoluția lui Beckham i-a impulsionat și pe coechipierii săi. Teddy Sheringham a fost faultat la câțiva metri de careul de 16 metri al Greciei, Angliei i s-a acordat o lovitură liberă, iar Beckham a transformat-o, calificându-și naționala la turneul final. La scurt timp a fost votat “Personalitatea sportivă a anului” de către BBC, pe anul 2001. În cursa pentru cel mai bun fotbalist al anului, trofeu acordat în fiecare an de către FIFA, a terminat din nou pe locul 2, după Luis Figo.

### Accidentarea la metatarsian
La 10 aprilie 2002, Beckham s-a accidentat în timpul unui meci din Liga Campionilor împotriva lui Deportivo La Coruña, suferind o fractură a celui de-al doilea metatarsian de la piciorul stâng. S-a speculat în presa britanică la acea vreme că jucătorul argentinian Pedro Aldo Duscher l-ar fi accidentat intenționat, pentru că Anglia și Argentina urmau să se întâlnească într-un meci la Campionatul Mondial din acel an. Din cauza acestei accidentări, Beckham n-a mai putut juca pentru United tot restul sezonului, dar și-a reînnoit contractul cu clubul englez în luna mai, pentru încă trei ani. S-a negociat mult până s-a ajuns la o înțelegere, principala problemă fiind reprezentată de drepturile de imagine ale fotbalistului, pentru care acesta cerea bani în plus. Veniturile din acest nou contract, precum și cele obținute din numeroasele contracte publicitare, l-au făcut pe Beckham cel mai bine plătit fotbalist din lume la acea dată.

### CM 2002 și ultimul sezon la Manchester United
Beckham și-a revenit aproape complet din accidentare până la Cupa Mondială din 2002 și a jucat în primul meci împotriva Suediei. El a înscris golul din penalty cu care Anglia a câștigat partida cu Argentina, aceasta din urmă necalificându-se în optimile de finală. Anglia a fost eliminată în sferturile de finală de către Brazilia, cea care avea să și câștige turneul. Luna următoare, la ceremonia de deschidere a Jocurilor Commonwealth-ului la Manchester, Beckham a însoțit-o pe Kirsty Howard când aceasta i-a prezentat reginei Bastonul Jubileului.
După o accidentare minoră în sezonul 2002-2003, Beckham n-a putut să-și recâștige locul în prima echipă a lui Manchester United, Ole Gunnar Solskjær înlocuindu-l pe banda dreaptă. Relația cu managerul s-a deteriorat și mai tare la 15 februarie 2003, când după o înfrângere în fața lui Arsenal Londra, în vestiar, Ferguson l-a lovit în arcadă cu o gheată de fotbal și i-a cauzat o tăietură care a avut nevoie de copci. Incidentul a dus la o serie de speculații privind transferul fotbalistului, casele de pariuri implicându-se și ele și provocându-i pe pariori să aleagă care dintre cei doi va pleca primul de la club. Deși echipa a început foarte slab sezonul, rezultatele s-au îmbunătățit începând cu luna decembrie și Manchester United a câștigat campionatul. Beckham era încă titular în naționala Angliei și a primit Ordinul Imperiului Britanic pentru servicii aduse fotbalului în data de 13 iunie.
În cei 11 ani petrecuți la United, Beckham a jucat în aproape 400 de meciuri și a înscris 85 de goluri.

## Real Madrid

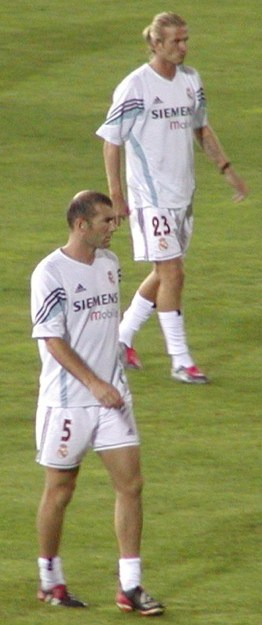
Zidane și David Beckham jucând pentru Real Madrid.

Manchester United ar fi vrut să-l vândă pe Beckham la FC Barcelona, dar el a refuzat și a semnat în schimb un contract pe patru ani cu Real Madrid. Transferul a fost în valoare de 35 de milioane de euro. Beckham a devenit la 1 iulie 2003 al treilea englez care a semnat un contract cu Real Madrid, după Laurie Cunningham și Steve McManaman. S-a spus de multe ori că Real l-a transferat în primul rând datorită câștigurilor pe care clubul avea să le obțină din utilizarea imaginii fotbalistului. De exemplu, tricourile lui Real Madrid cu numele lui Beckham s-au vândut în totalitate la Madrid în ziua în care s-a realizat transferul, iar clubul avea să primească 624 000 de lire sterline din vânzările de tricouri. Deși Beckham a purtat tricoul cu numărul 7 atât la Manchester United cât și la naționala Angliei, n-a putut primi același număr și la Madrid, deoarece acesta îi aparținea lui Raúl González, jucător care avea stipulat în contract dreptul de a purta acest număr pe tricou. Fiind un fan al lui Michael Jordan, David a decis atunci să poarte numărul 23.
Beckham a devenit imediat unul dintre favoriții suporterilor, înscriind de cinci ori în primele 16 meciuri pentru Real Madrid, dar echipa, de la care președintele se aștepta să câștige Primera Division sau Liga Campionilor UEFA în fiecare an, nu juca prea bine. Real Madrid a terminat sezonul pe un dezamăgitor loc 4, și a fost eliminată în sferturile de finală ale Ligii Campionilor.
În octombrie 2004 Beckham a admis că l-a faultat intenționat pe Ben Thatcher într-un meci al Angliei cu Țara Galilor, pentru a primi un cartonaș galben. Beckham urma să primească o suspendare de un meci pentru această infracțiune, suferise o accidentare despre care știa că-l va ține în afara următorului meci al Angliei, așa că l-a faultat pe Thatcher pentru a putea să-și ispășească pedeapsa într-o partidă pe care știa că o va pierde oricum. Federația Engleză de Fotbal i-a cerut explicații lui Beckham, iar acesta a admis că a făcut o greșeală și și-a cerut scuze.

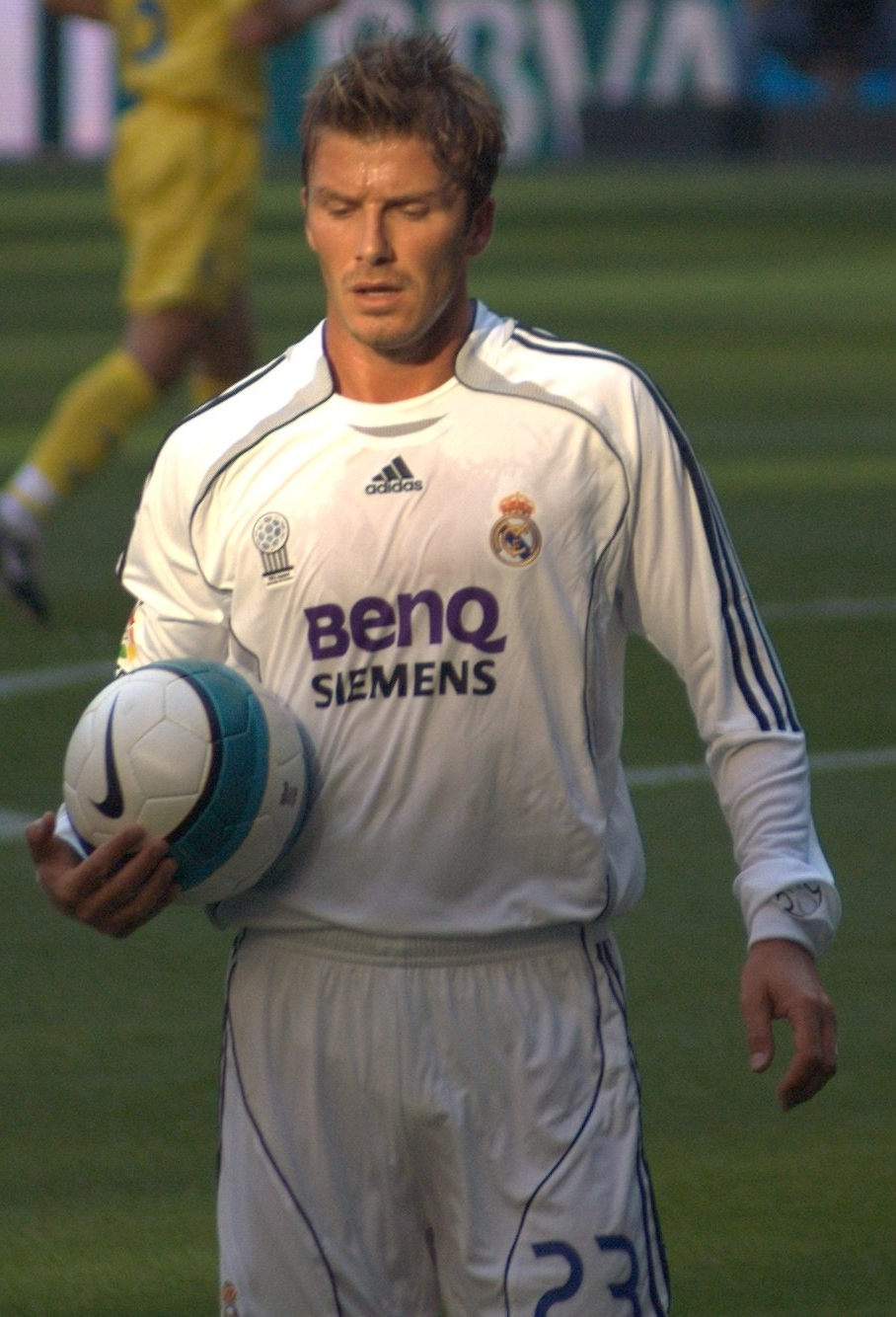
Beckham la Real Madrid în 2007

Apoi Real Madrid a avut încă un sezon dezamăgitor, a terminat pe locul 2 în campionat după FC Barcelona (la o diferență de 12 puncte) și a ajuns doar până în optimile de finală ale Ligii Campionilor după ce a pierdut în fața lui Arsenal Londra la un gol diferență. Cu toate acestea, Beckham a fost pe primul loc în Primera Division la pase de gol.
Nemaifiind în grațiile antrenorului Fabio Capello, Beckham a intrat doar în câteva meciuri în sezonul 2006-2007, de multe ori ca rezervă a lui Jose Antonio Reyes, care a fost preferat pe partea dreaptă. Din cele nouă meciuri în care Beckham a jucat, Real a pierdut șapte.
La 11 ianuarie 2007, Beckham a anunțat că a semnat un contract pe o perioadă de cinci ani cu Los Angeles Galaxy, care urma să intre în vigoare începând cu 1 iulie 2007. Pe 13 ianuarie 2007, Fabio Capello a declarat că Beckham a jucat ultimul său meci pentru Real Madrid, chiar dacă urma să continue să se antreneze cu echipa. Mai târziu, Capello s-a răzgândit, iar Beckham a jucat împotriva lui Real Sociedad pe 10 februarie 2007, când a și înscris. Real Madrid a fost eliminată din Liga Campionilor în data de 7 martie 2007, acesta fiind și ultimul meci al lui Beckham în această competiție. A jucat 103 meciuri în Liga Campionilor, doar alți doi fotbaliști având un număr mai mare de prezențe la acea vreme.
În data de 17 iunie 2007, Beckham a început ca titular ultimul său meci pentru clubul spaniol, în ultima etapă a Primera Division. Real a învins cu 3-2 pe RCD Mallorca și a câștigat titlul, primul de la venirea lui David Beckham la Madrid.
La sfârșitul sezonului, Real Madrid a anunțat că va încerca să-l elibereze pe Beckham de contractul cu Los Angeles Galaxy, dar nu a reușit din cauza refuzului clubului american.
La o lună dupa plecarea lui Beckham de la Real Madrid, revista Forbes a scris că el a fost principalul responsabil pentru creșterea remarcabilă a vânzărilor articolelor cu însemnele clubului, în valoare de 600 de milioane de dolari pe durata celor patru ani pe care englezul i-a petrecut în Spania.

## Los Angeles Galaxy

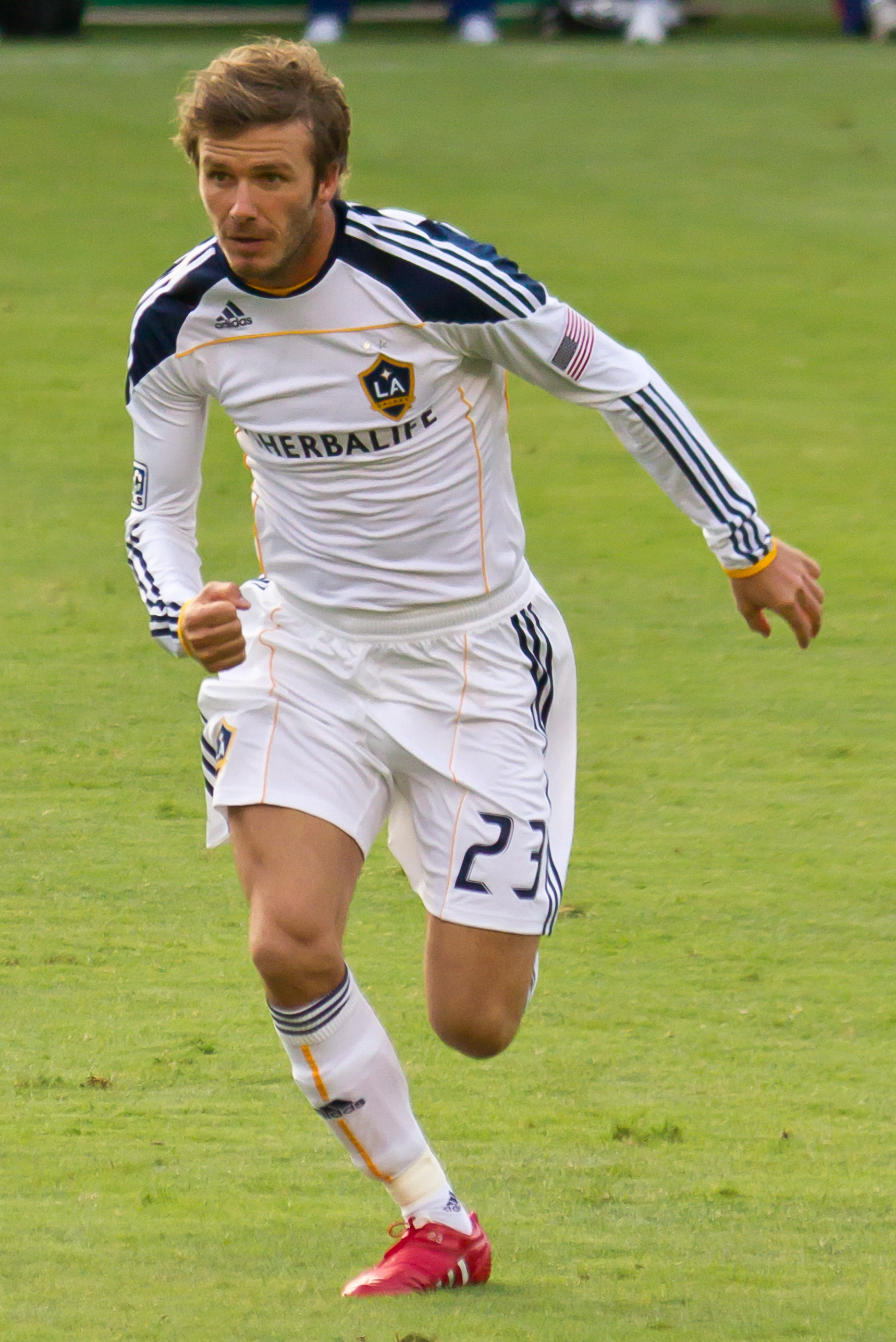
Beckham la LA Galaxy în 2010

Contractul lui Beckham cu Los Angeles Galaxy a intrat în vigoare în data de 11 iulie, iar în 13 iulie a fost prezentat oficial ca jucător al grupării americane la The Home Depot Center. Beckham a ales să poarte pe tricou numărul 23.
Pe 21 iulie, Beckham a debutat la Galaxy, intrând în minutul 78 al meciului pierdut cu 1-0 în fața lui Chelsea Londra. Două săptămâni mai târziu, a debutat în campionatul american, ca rezervă în meciul împotriva lui DC United.
Beckham s-a întors pe teren în săptămâna care a urmat, tot într-un meci împotriva lui DC United, în semifinala SuperLigii, în data de 15 august. Acest meci a fost unul al premierelor pentru David: prima titularizare, primul cartonaș galben și primul meci în care a fost căpitan. A înscris și primul său gol pentru echipă, dintr-o lovitură liberă, și a dat și prima pasă de gol, pentru Landon Donovan în a doua repriză. Aceste goluri au calificat-o pe Galaxy în finala SuperLigii Nord-Americane împotriva grupării mexicane Pachuca, pe 29 august.

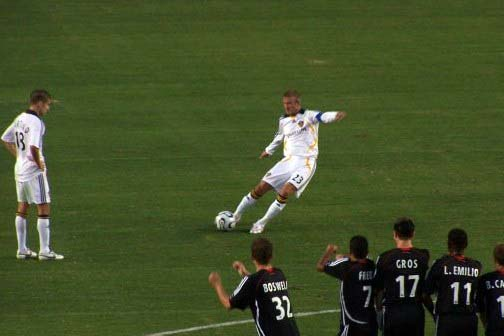
Beckham înscriind primul gol pentru LA Galaxy din lovitură liberă

În această finală, Beckham s-a accidentat la genunchiul drept și a trebuit să stea departe de gazon timp de șase săptămâni. S-a întors abia în ultimul meci pe teren propriu al sezonului. Galaxy a fost eliminată din cursa pentru play-off în data de 21 octombrie, în ultimul meci din Major League Soccer, când a pierdut cu 1-0 meciul împotriva lui Chicago Fire. Beckham a intrat din postura de rezervă, acumulând astfel opt meciuri jucate, un gol marcat și trei pase de gol.
Beckham s-a antrenat cu Arsenal Londra timp de trei săptămâni, începând cu 4 ianuarie 2008, până s-a întors la Los Angeles pentru pregătirea de dinainte de sezon.
Beckham a înscris primul său gol în campionat pentru Galaxy în data de 3 aprilie 2008 împotriva celor de la San Jose Earthquakes, în minutul 9. La 24 mai 2008, Galaxy a învins pe Kansas City Wizards cu 3–1, urcând pe primul loc în Conferința de Vest. În acest meci, Beckham a înscris un gol de la aproape 65 de metri, în poarta goală. A fost a doua oară în cariera lui când a marcat din propria jumătate de teren. Cu toate acestea, Galaxy a avut un an dezamăgitor, nereușind să se califice pentru play-off. După întoarcerea în America, în urma împrumutului la AC Milan, mulți fani ai lui Galaxy și-au manifestat supărarea pentru faptul că a pierdut prima jumătate a sezonului.

## Împrumutul la Milan

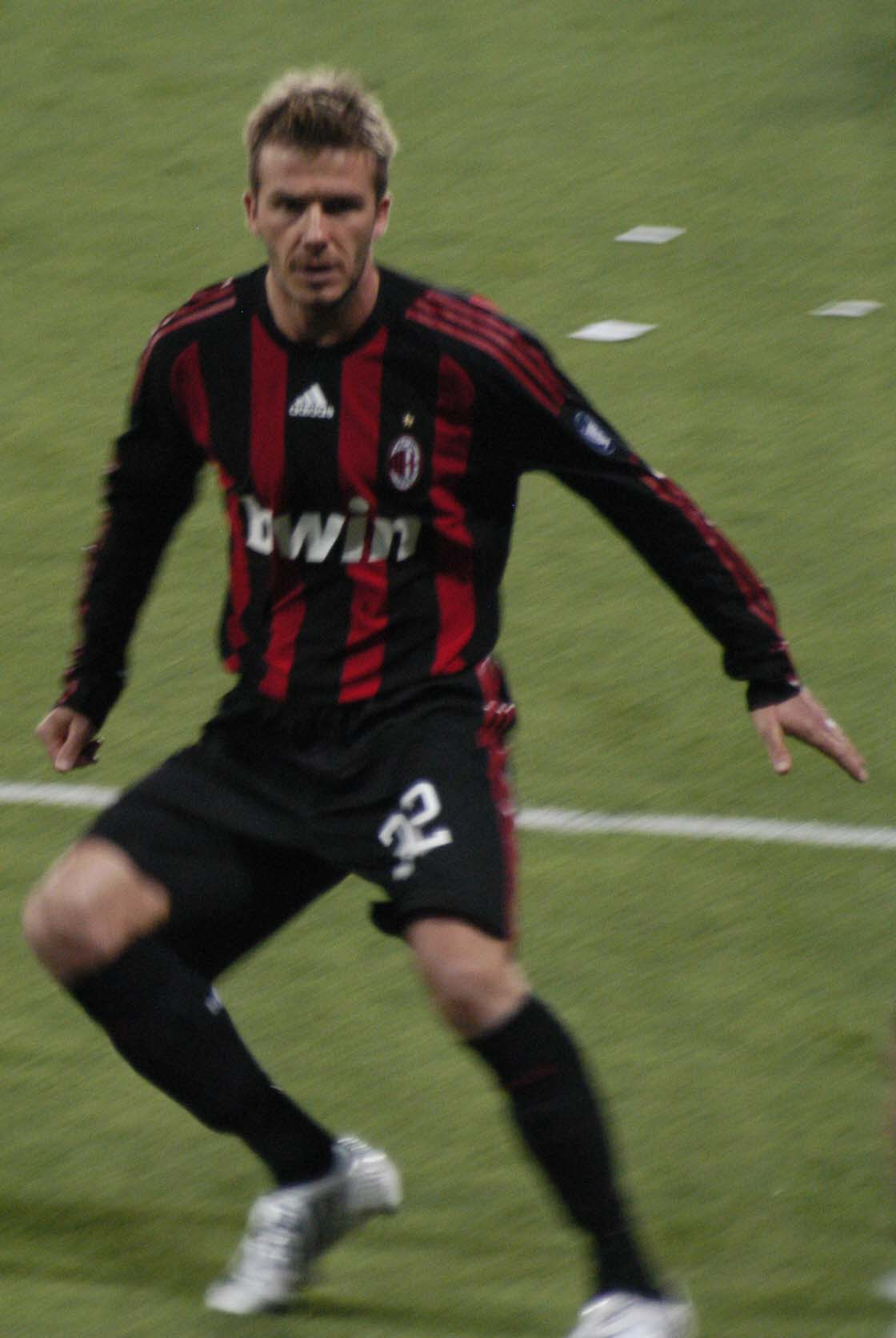
Beckham la AC Milan

Anul 2008 a fost unul bun pentru Beckham la naționala Angliei, sub conducerea lui Fabio Capello. Din această cauză a început să se speculeze că jucătorul englez se va întoarce în Europa ca să se mențină în formă în vederea meciurilor din preliminariile Campionatului Mondial. În 30 octombrie 2008, AC Milan a anunțat că l-a împrumutat pe Beckham începând cu data de 7 ianuarie 2009. Beckham a specificat că această mutare nu înseamnă că dorește să părăsească Major League Soccer și a anunțat că se va întoarce în SUA înainte de începerea sezonului, în luna martie.
La Milan, David a ales să poarte numărul 32 pe tricou, deoarece atât numărul 7, cât și numărul 23 aparțineau deja altor jucători. După examenele medicale, doctorul clubului i-a spus lui Beckham că ar putea să mai joace fotbal încă cinci ani, până la vârsta de 38 de ani.
Beckham a debutat în Serie A cu ocazia meciului împotriva lui AS Roma (2-2), în 11 ianuarie 2009, și a jucat 89 de minunte. A înscris primul gol în Serie A pentru Milan în victoria cu 4-1 contra Bolognei, în data de 25 ianuarie, în al treilea său meci pentru club. Deși Beckham urma să se întoarcă la Los Angeles în martie, au început să apară zvonuri care spuneau că va rămâne la Milan, asta după ce a reușit să impresioneze prin jocul său la clubul italian, înscriind două goluri în primele patru meciuri jucate și dând mai multe pase de gol. Zvonurile au fost confirmate în data de 4 februarie, când Beckham a anunțat că și-ar dori să se transfere permanent la Milan, pentru a putea să joace în naționala Angliei la Campionatul Mondial din 2010. Însă Milan nu a putut să plătească prețul solicitat de Galaxy, aflat în jurul a 10-15 milioane de dolari.
Chiar și așa, negocierile au continuat, iar în data de 2 martie, ziarul Los Angeles Times a anunțat că perioada de împrumut a lui Beckham la Milan s-a prelungit până la mijlocul lui iulie. David a confirmat acest lucru și a anunțat că se va întoarce la Los Angeles, unde va juca de la mijlocul lui iulie până la sfârșitul campionatului american, ceea ce s-a și întâmplat.
În data de 2 noiembrie 2009, s-a anunțat oficial că în luna ianuarie 2010, Beckham se va întoarce la AC Milan sub formă de împrumut și va rămâne până la sfârșitul sezonului. În data de 16 februarie 2010, a jucat împotriva lui Manchester United pentru prima oară de când a părăsit acest club, în 2003. A fost pe teren 76 de minute în meciul de pe San Siro (încheiat 3-2 pentru Machester United), fiind înlocuit de Clarence Seedorf.
Beckham s-a întors la Manchester pentru a doua manșă, în data de 10 martie 2010. Acest meci a fost primul jucat de David pe Old Trafford, împotriva lui United, și s-a încheiat cu scorul de 3-0 pentru echipa engleză.
În următorul meci al lui Milan, cu Chievo Verona, Beckham a suferit o ruptură a tendonului lui Ahile, care l-a făcut să stea în afara terenului timp de cinci luni și să piardă Cupa Mondială.

## Întoarcerea la Galaxy

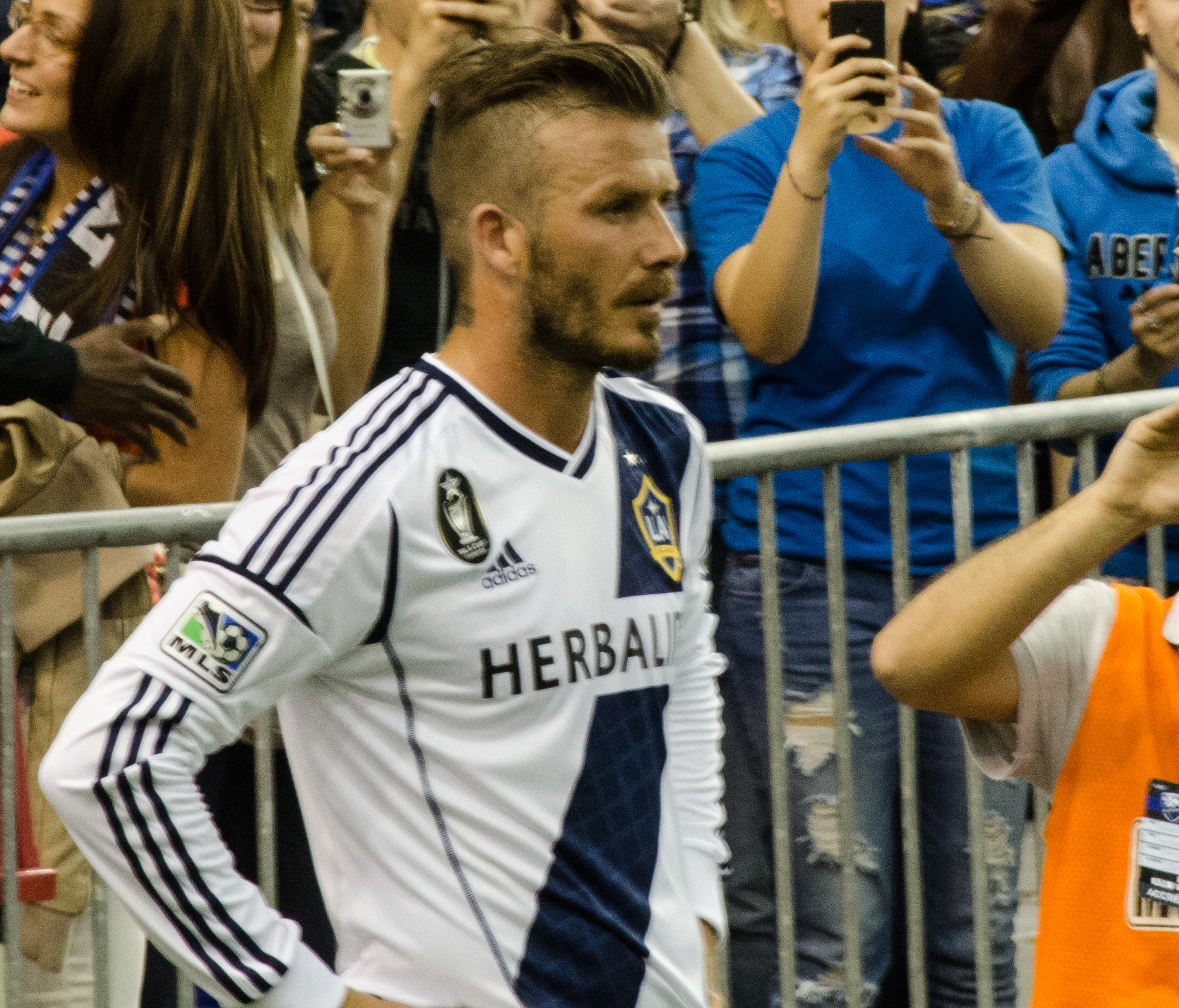
Beckham la Los Angeles Galaxy

După accidentare, Beckham a revenit la Galaxy în data de 11 septembrie 2010, în meciul împotriva celor de la Columbus Crew.
În ianuarie și februarie 2011, înaintea începerii sezonului în Major League Soccer, David s-a antrenat cu Tottenham Hotspur. Cu el ca mijlocaș central, Los Angeles Galaxy a câștigat Cupa MLS în 2011, iar Beckham a intrat astfel într-un grup select de fotbaliști care au câștigat campionatul în trei țări diferite.
Contractul lui Beckham cu Los Angeles Galaxy a expirat în 31 decembrie 2011, dar deși are 36 de ani, a semnat pentru încă doi ani cu echipa americană.

## PSG
Pe data de 31 ianuarie 2013, ultima zi de transferuri, David Beckham a semnat cu PSG. Acesta a jucat 10 meciuri pentru gruparea de pe Parc des Prices, dând câteva pase de gol și reușind să obțină o lovitură liberă din care l-a lăsat pe coechipierul său, Zlatan Ibrahimovic să marcheze un gol de senzație. Ascultând sfatul medicilor el s-a retras din fotbalul profesionist pe data de 18 mai 2013.

### Club
Manchester United
- Premier League (6 1995–96, 1996–97, 1998–99, 1999–2000, 2000–01, 2002–03
- FA Cup (2): 1995–96, 1998–99
- FA Community Shield (4): 1993, 1994, 1996, 1997
- FA Youth Cup (1): 1991–92
- Liga Campionilor (1): 1998–99
- Cupa Intercontinentală (1): 1999

Real Madrid
- La Liga (1): 2006–07
- Supercopa de España (1): 2003

Los Angeles Galaxy
- MLS Cup (2): 2011, 2012
- MLS Supporters' Shield (2): 2010, 2011
- MLS Western Conference
  - Câștigător (Sezonul regulat) (3): 2009, 2010, 2011
  - Câștigător (Playoff) (3): 2009, 2011, 2012

Paris Saint-Germain
- Ligue 1 (1): 2012–13

### Internațional

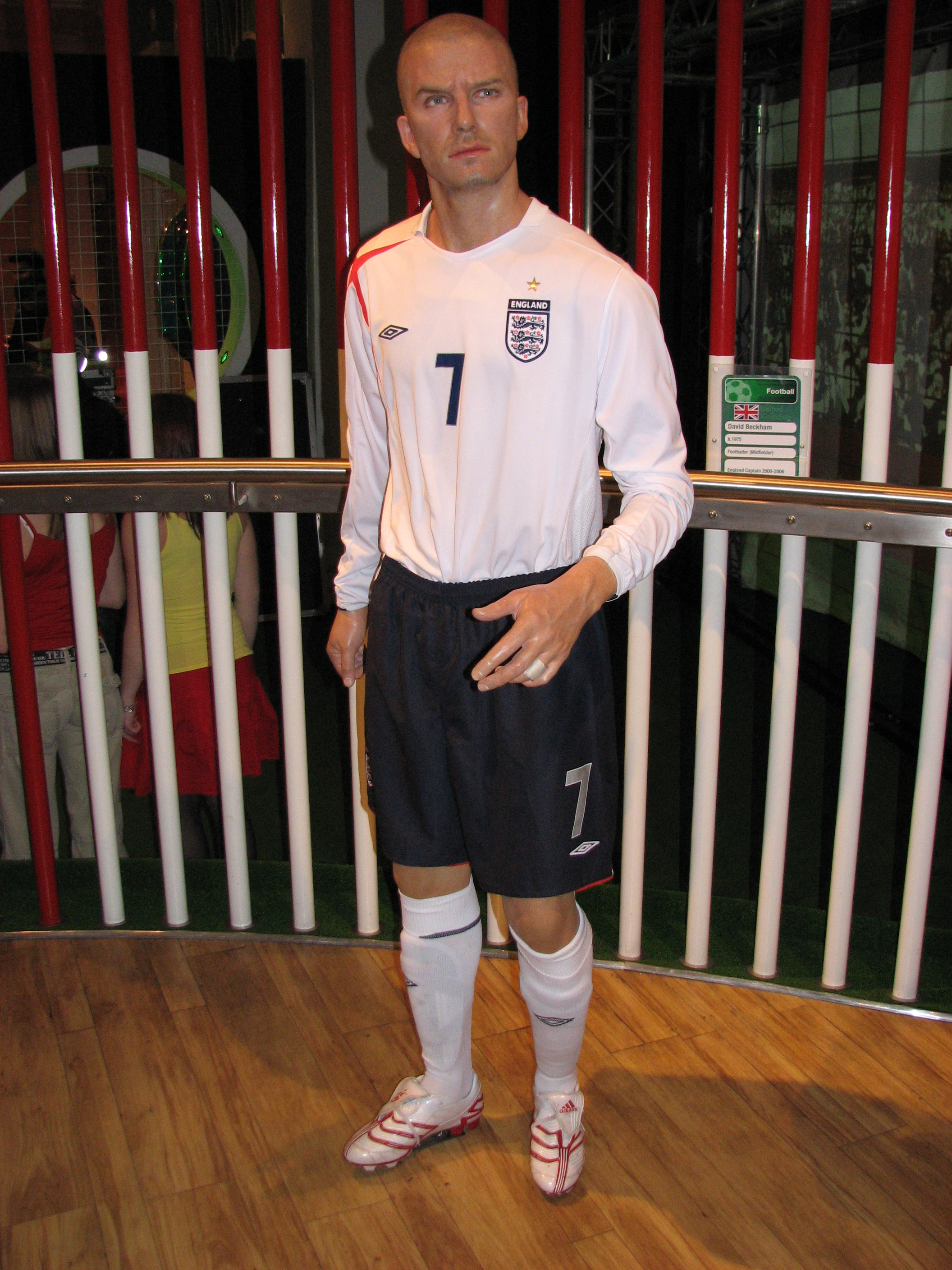
Statuia de ceară a lui Beckham de la muzeul Madame Tussaud din Londra

Anglia
- Tournoi de France: 1997
- FA Summer Tournament: 2004

### Individual
- Premier League Player of the Month (1): August 1996
- PFA Young Player of the Year (1): 1996–97
- FWA Tribute Award: 2008
- Sir Matt Busby Player of the Year (1): 1996–97
- England Player of the Year: 2003
- UEFA Club Footballer of the Year (1): 1998–99
- UEFA Club Midfielder of the Year (1): 1998–99
- Premier League 10 Seasons Awards (1992–93 to 2001–02):
  - Domestic & Overall Team of the Decade
  - Goal of the Decade (vs. Wimbledon, 17 august 1996)
- BBC Sports Personality of the Year (1): 2001
- UEFA Team of the Year: 2001, 2003
- Real Madrid Player of the Year (1): 2005–2006
- PFA Team of the Year (4): 1996–97,1997–98,1998–99,1999–2000
- FIFA 100[23]
- ESPY Award – Best Male Soccer Player: 2004[24]
- ESPY Award – Best MLS Player (2): 2008, 2012
- English Football Hall of Fame: 2008
- BBC Sports Personality of the Year Lifetime Achievement Award (1): 2010[25]
- MLS Comeback Player of the Year Award (1): 2011[26]

#### Ordine și premii speciale
- Ofițer al Order of the British Empire de Queen Elizabeth II: 2003
- United Nations Children's Fund (UNICEF) Goodwill Ambassador (2005–present)
- "Britain's Greatest Ambassador" – 100 Greatest Britons awards[27]
- The Celebrity 100, number 15 – Forbes, 2007[28]
- Number 1 on the list of the 40 most influential men under the age of 40 in the UK[29] – Arena, 2007
- Time 100: 2008[30]
- Gold Blue Peter Badge winner, 2001
- Do Something Athlete Award, 2011[31]

#### Recorduri
- Primul englez care câștigă titlul în patru țări diferite (Anglia, Spania, SUA, Franța)
- Primul englez care marchează la trei Campionate Mondiale
- Primul fotbalist britanic care a jucat 100 de meciuri în Liga Campionilor
- E al doilea jucător cu cele mai multe pase de gol în turneele finale ale Campionatului European
- Al 400-lea jucător al PSG
- Al treilea jucător din Premier League în topul all time după pase de gol, având 152 de pase de gol în 265 de meciuri.[32]

## Statistici

### Club
| Club                           | Sezon                    | Ligă                     | uau     | uau    | Cupă    | Cupă   | Cupa Ligii | Cupa Ligii | Continental | Continental | Altele  | Altele | Total   | Total  |
| Club                           | Sezon                    | Ligă                     | Meciuri | Goluri | Meciuri | Goluri | Meciuri    | Goluri     | Meciuri     | Goluri      | Meciuri | Goluri | Meciuri | Goluri |
| ------------------------------ | ------------------------ | ------------------------ | ------- | ------ | ------- | ------ | ---------- | ---------- | ----------- | ----------- | ------- | ------ | ------- | ------ |
| Manchester United              | 1992–93                  | FA Premier League        | 0       | 0      | 0       | 0      | 1          | 0          | 0           | 0           | 0       | 0      | 1       | 0      |
| Manchester United              | 1993–94                  | FA Premier League        | 0       | 0      | 0       | 0      | 0          | 0          | 0           | 0           | 0       | 0      | 0       | 0      |
| Preston North End (împrumutat) | 1994–95                  | Third Division           | 5       | 2      | 0       | 0      | 0          | 0          | –           | –           | 0       | 0      | 5       | 2      |
| Manchester United              | 1994–95                  | FA Premier League        | 4       | 0      | 2       | 0      | 3          | 0          | 1           | 1           | 0       | 0      | 10      | 1      |
| Manchester United              | 1995–96                  | FA Premier League        | 33      | 7      | 3       | 1      | 2          | 0          | 2           | 0           | 0       | 0      | 40      | 8      |
| Manchester United              | 1996–97                  | FA Premier League        | 36      | 8      | 2       | 1      | 0          | 0          | 10          | 2           | 1       | 1      | 49      | 12     |
| Manchester United              | 1997–98                  | FA Premier League        | 37      | 9      | 4       | 2      | 0          | 0          | 8           | 0           | 1       | 0      | 50      | 11     |
| Manchester United              | 1998–99                  | FA Premier League        | 34      | 6      | 7       | 1      | 1          | 0          | 12          | 2           | 1       | 0      | 55      | 9      |
| Manchester United              | 1999–2000                | FA Premier League        | 31      | 6      | –       | –      | 0          | 0          | 12          | 2           | 5       | 0      | 48      | 8      |
| Manchester United              | 2000–01                  | FA Premier League        | 31      | 9      | 2       | 0      | 0          | 0          | 12          | 0           | 1       | 0      | 46      | 9      |
| Manchester United              | 2001–02                  | FA Premier League        | 28      | 11     | 1       | 0      | 0          | 0          | 13          | 5           | 1       | 0      | 43      | 16     |
| Manchester United              | 2002–03                  | FA Premier League        | 31      | 6      | 3       | 1      | 5          | 1          | 13          | 3           | 0       | 0      | 52      | 11     |
| Manchester United              | Manchester United total  | Manchester United total  | 265     | 62     | 24      | 6      | 12         | 1          | 83          | 15          | 10      | 1      | 394     | 85     |
| Real Madrid                    | 2003–04                  | La Liga                  | 32      | 3      | 4       | 2      | –          | –          | 7           | 1           | 2       | 1      | 45      | 7      |
| Real Madrid                    | 2004–05                  | La Liga                  | 30      | 4      | 0       | 0      | –          | –          | 8           | 0           | 0       | 0      | 38      | 4      |
| Real Madrid                    | 2005–06                  | La Liga                  | 31      | 3      | 3       | 1      | –          | –          | 7           | 1           | 0       | 0      | 41      | 5      |
| Real Madrid                    | 2006–07                  | La Liga                  | 23      | 3      | 2       | 1      | –          | –          | 6           | 0           | 0       | 0      | 31      | 4      |
| Real Madrid                    | Real Madrid total        | Real Madrid total        | 116     | 13     | 9       | 4      | –          | –          | 28          | 2           | 2       | 1      | 155     | 20     |
| Los Angeles Galaxy             | 2007                     | MLS                      | 5       | 0      | 0       | 0      | –          | –          | –           | –           | 2       | 1      | 7       | 1      |
| Los Angeles Galaxy             | 2008                     | MLS                      | 25      | 5      | 0       | 0      | –          | –          | –           | –           | 0       | 0      | 25      | 5      |
| Milan (împrumutat)             | 2008–09                  | Serie A                  | 18      | 2      | 0       | 0      | –          | –          | 2           | 0           | 0       | 0      | 20      | 2      |
| Los Angeles Galaxy             | 2009                     | MLS                      | 11      | 2      | 0       | 0      | –          | –          | –           | –           | 4       | 0      | 15      | 2      |
| Milan (împrumutat)             | 2009–10                  | Serie A                  | 11      | 0      | 0       | 0      | –          | –          | 2           | 0           | 0       | 0      | 13      | 0      |
| Milan (împrumutat)             | Milan total              | Milan total              | 29      | 2      | 0       | 0      | –          | –          | 4           | 0           | 0       | 0      | 33      | 2      |
| Los Angeles Galaxy             | 2010                     | MLS                      | 7       | 2      | 0       | 0      | –          | –          | –           | –           | 3       | 0      | 10      | 2      |
| Los Angeles Galaxy             | 2011                     | MLS                      | 26      | 2      | 0       | 0      | –          | –          | –           | –           | 4       | 0      | 30      | 2      |
| Los Angeles Galaxy             | 2012                     | MLS                      | 24      | 7      | 0       | 0      | –          | –          | 1           | 1           | 6       | 0      | 31      | 8      |
| Los Angeles Galaxy             | Los Angeles Galaxy total | Los Angeles Galaxy total | 98      | 18     | 0       | 0      | –          | –          | 1           | 1           | 19      | 1      | 118     | 20     |
| Paris Saint-Germain            | 2012–13                  | Ligue 1                  | 10      | 0      | 2       | 0      | –          | –          | 2           | 0           | 0       | 0      | 14      | 0      |
| Total carieră                  | Total carieră            | Total carieră            | 523     | 97     | 35      | 10     | 12         | 1          | 118         | 18          | 31      | 3      | 719     | 129    |

1. ↑  Include alte competiții, ca FA Community Shield, Supercupa Europei, Cupa Intercontinentală, Campionatul Mondial al Cluburilor FIFA, Supercopa de España, SuperLiga și MLS Cup Playoffs

### Internațional
| Anglia | Anglia | Anglia |
| An     | Meciur | Goluri |
| ------ | ------ | ------ |
| 1996   | 3      | 0      |
| 1997   | 9      | 0      |
| 1998   | 8      | 1      |
| 1999   | 7      | 0      |
| 2000   | 10     | 0      |
| 2001   | 10     | 5      |
| 2002   | 9      | 3      |
| 2003   | 9      | 4      |
| 2004   | 12     | 2      |
| 2005   | 9      | 1      |
| 2006   | 8      | 1      |
| 2007   | 5      | 0      |
| 2008   | 8      | 0      |
| 2009   | 8      | 0      |
| Total  | 115    | 17     |